# الهه پورصالح
الهه پورصالح شادهسری معروف به  الهه پورصالح (زادهٔ ۶ اردیبهشت ۱۳۸۲ در لاهیجان) بازیکن تیم ملی والیبال بانوان ایران است. او عضو تیم اوکی فورمیس اسلوونی است. وی با ۱۶ سال سن، جوان‌ترین بازیکن تیم ملی والیبال زنان ایران در رقابت‌های انتخابی المپیک ۲۰۲۰ بود. او سرعتی‌زن تیم ملی نوجوانان ایران در سال ۱۳۹۷ بود.
الهه پورصالح در رقابت‌های انتخابی المپیک ۲۰۲۰ موفق شد امتیازآورترین بازیکن تیم ملی والیبال زنان ایران برابر کره جنوبی شود.